# Gnomidolon oeax
Gnomidolon oeax är en skalbaggsart som beskrevs av Thomson 1867. Gnomidolon oeax ingår i släktet Gnomidolon och familjen långhorningar.
Artens utbredningsområde är Surinam. Inga underarter finns listade i Catalogue of Life.